# Каратомарское водохранилище
Каратомарское водохранилище (каз. Қаратомар бөгені) — водохранилище в Казахстане на территории района Беимбета Майлина Костанайской области. Построено в 1966 году в связи с освоением Соколовского, Сарыбайского, Качарского и других месторождений и обеспечением водой города Рудный. Построено на реке Тобол, в водохранилище с запада впадает река Аят. Объём водохранилища — 791 млн м³, полезный объём — 562 млн м³, площадь — 93,7 км², глубина — 19,8 м. Вода помимо водоснабжения населённых пунктов используется для орошения сельскохозяйственных земель и рыболовства. Вдоль северной части водохранилища проходит железная дорога Костанай — Тобол — Житикара и автомобильная дорога республиканского значения.
На берегу Каратомарского водохранилища находится курган Халвай 3 синташтинской культуры.